# Rhagoderma tricolor
Espèce
Rhagoderma tricolor est une espèce de solifuges de la famille des Rhagodidae.

## Distribution
Cette espèce est endémique d'Israël.

## Description
La femelle holotype mesure 35 mm.

## Publication originale
- Roewer, 1941 : Solifugen 1934-1940. Veröffentlichungen aus dem Deutschen Kolonial und Uebersee-Museum in Bremen, vol. 3, no 2, p. 97-192 (texte intégral).